# Stenodictya
Stenodictya (лат.) — род древних вымерших насекомых с неполным превращением из семейства диктионеврид (Dictyoneuridae) отряда палеодиктиоптер. Ископаемые остатки представителей рода описаны из верхнекарбоновых отложений Франции и Португалии возрастом примерно 299—304 млн лет (гжельский ярус).

## Время и места обитания
Насекомые рода Stenodictya обитали в конце каменноугольного периода палеозойской эры на территории современной Европы, водились вблизи изобиловавших в то время пресных водоёмов. Обитали, предположительно, в кронах деревьев, так как из-за того, что не могли складывать свои длинные крылья, они не могли передвигаться в зарослях растительности. Летали сравнительно медленно.
На стенодиктий, как предполагается, могли охотится древние гигантские стрекозы меганевры.

## Описание
Стенодиктии были крупными насекомыми, достигали 30 см в длину. Ротовой аппарат у стенодиктий был колющего типа, состоял из образовывавших длинный, направленный вперёд хоботок двух пар длинных тонких сложенных вместе стилетов, предположительно гомологичных мандибулам (дорсальная пара) и максиллам (вентральная пара) других насекомых, которыми они, как предполагают, прокалывали семязачатки голосеменных растений — семенных папоротников и древних хвойных — кордаитов, питаясь их соками. Питались только растительной пищей. В основании хоботка имелась пара примерно равных ему по длине щупиков, как предполагают, максиллярных. Усики (антенны) были достаточно длинные, немного длиннее хоботка, многочлениковые, нитевидные. На окаменелостях сверху на голове у стенодиктий видна выпуклость с продольной (сагиттальной) бороздой и несколькими парами меньших поперечных борозд по бокам. Предполагают, что к ней могли крепиться мышцы сосательного насоса, с помощью которого эти насекомые высасывали соки семязачатков.
На переднегруди у стенодиктий была пара крупных сильно склеротизированых паранотальных лопастей, имевших приблизительно сердцевидную форму. Данные лопасти, как и крылья, были распростёрты в стороны, но в отличие от крыльев были неподвижными, к тергиту были прикреплены гораздо ближе к переднеспинке, на некотором расстоянии от её боковых краёв, сверху заходили за основания передних крыльев. Лопасти были мембранозные, имели систему жилок, гомологичную жилкованию крыльев, с радиально расходящимися от их основания жилками, некоторые из которых ветвились, и с поперечными жилками между ними. Однако, жилкование лопастей переднегруди не полностью соответствовало жилкованию крыльев, в частности отсутствовали выпуклые и вогнутые жилки. Края лопастей были гладкими.
Средне- и заднегрудь были одинаковыми по размерам и несли по паре крыльев, как и у всех крылатых насекомых. Крылья были длинные и широкие, костализованные, с густой сетью жилок, передняя и задняя пара примерно одинаковые. Складывать крылья стенодиктии не могли, поэтому они, как предполагают, судя по сохранившимся окаменелостям, всегда были распростёрты в стороны. Продольные костальная (С), субкостальная (Sc) и радиальная (R) жилки крыльев были неветвящимися, располагались примерно параллельно и близко одна к другой в передней части крыла, две последние оканчивались в его дистальной части. Выпуклые (С, R, MA, CuA, A1) и вогнутые (Sc, RS, MP, CuP) продольные жилки чередовались строго через одну. Передняя ветвь медиальной жилки (MA) выпуклая, от неё назад отходят вогнутые ветви, триад не образует.
Ноги были короткие и крепкие, напоминающие ноги подёнок. Брюшко было широкое, с двумя очень длинными, почти вдвое длиннее брюшка, многочлениковыми церками, напоминающими церки подёнок. У самок на конце брюшка между церками был небольшой, образованный апофизами его VIII и IX сегментов, яйцеклад.
Личинки стенодиктий, как предполагают, имели хоботок такого же строения, как и у имаго, и питались таким же способом, высасывая соки растений. У них были крупные зачатки крыльев.

## Виды
К роду Stenodictya относят следующие ископаемые виды:
- Stenodictya agnita Meunier, 1908
- Stenodictya arnaudi Brongniart, 1894
- Stenodictya fritschi Brongniart, 1894
- Stenodictya grandissima Meunier, 1911
- Stenodictya klebsi Meunier, 1908
- Stenodictya laurentiauxi Kukalová, 1970
- Stenodictya lobata Brongniart, 1890
- Stenodictya lusitanica Correia et al., 2014
- Stenodictya minima Brongniart, 1894
- Stenodictya oustaleti Brongniart, 1894
- Stenodictya parisiana Kukalová, 1970
- Stenodictya perrieri Brongniart, 1894
- Stenodictya pygmaea Meunier, 1911
- Stenodictya spinosa Brongniart, 1890
- Stenodictya thevenini Meunier, 1908
- Stenodictya vasseuri Meunier, 1914